# James Blake (tennisser)
James Blake (Yonkers, 28 december 1979) is een voormalig tennisspeler uit de Verenigde Staten van Amerika.

## Loopbaan
Blake stond al van jongs af aan te boek als een groot talent, maar het duurde lang voor hij de top tien wist te bereiken. Zijn hoogste positie op de wereldranglijst was een vierde plaats.
Hij bereikte 24 finales, maar wist in totaal slechts tien titels op het hoogste niveau te winnen, alle op hardcourt. Hij bereikte drie grote finales, namelijk op het ATP-toernooi van Indian Wells 2006, op de Tennis Masters Cup 2006 en op het ATP-toernooi van Cincinnati 2007, maar telkens was Roger Federer hem in straight sets de baas. Op grandslamtoernooien geraakte hij nooit verder dan de kwartfinales. Hij was wel succesvol in de landentoernooien. In 2003 won hij samen met Serena Williams de Hopman Cup en in 2007 pakte hij samen met zijn landgenoten Andy Roddick, Bob Bryan en Mike Bryan in eigen land ten koste van Rusland de Davis Cup. Op de Olympische Spelen 2008 in Peking verraste hij in de kwartfinale voor de eerste en enige keer in zijn loopbaan de Zwitser Roger Federer, maar het lukte hem vervolgens niet om een medaille te winnen: hij werd slechts vierde.
Ook kende Blake zeer zware tijden. In 2004 verloor hij zijn vader aan kanker. Een jaar later brak hij door een ongelukkige val zijn nek tijdens een training in Rome, waardoor er voor zijn leven werd gevreesd. Zijn lichaam was gedeeltelijk verlamd en de doktoren betwijfelden of hij ooit nog terug zou komen op de tennisbaan. Later bleek dat hij extreem veel geluk heeft gehad; als hij op de plaats van het ongeluk zijn hoofd had gedraaid, dan had hij nooit meer kunnen lopen. Hij revalideerde echter verbazingwekkend goed, en binnen korte tijd stond hij weer op de baan.

## Palmares
| Legenda                       | Legenda               |
| ----------------------------- | --------------------- |
| Grand Slam                    |                       |
| Olympische Spelen             |                       |
| tot 2009                      | vanaf 2009            |
| Tennis Masters Cup            | ATP Finals            |
| ATP Masters Series            | ATP Tour Masters 1000 |
| ATP International Series Gold | ATP Tour 500          |
| ATP International Series      | ATP Tour 250          |

### Enkelspel
| Nr.                  | Datum      | Toernooi           | Ondergrond | Tegenstander in finale | Score         |               |
| -------------------- | ---------- | ------------------ | ---------- | ---------------------- | ------------- | ------------- |
| gewonnen finales     |            |                    |            |                        |               |               |
| 1.                   | 2002-08-12 | ATP Washington     | hardcourt  | Paradorn Srichaphan    | 1-6, 7-6, 6-4 | details       |
| 2.                   | 2005-08-22 | ATP New Haven (1)  | hardcourt  | Feliciano López        | 3-6, 7-5, 6-1 | details       |
| 3.                   | 2005-10-10 | ATP Stockholm (1)  | hardcourt  | Paradorn Srichaphan    | 6-1, 7-6      | details       |
| 4.                   | 2006-01-09 | ATP Sydney (1)     | hardcourt  | Igor Andrejev          | 6-2, 3-6, 7-6 | details       |
| 5.                   | 2006-02-27 | ATP Las Vegas      | hardcourt  | Lleyton Hewitt         | 7-5, 2-6, 6-3 | details       |
| 6.                   | 2006-07-17 | ATP Indianapolis   | hardcourt  | Andy Roddick           | 4-6, 6-4, 7-6 | details       |
| 7.                   | 2006-09-25 | ATP Bangkok        | hardcourt  | Ivan Ljubičić          | 6-3, 6-1      | details       |
| 8.                   | 2006-10-15 | ATP Stockholm (2)  | hardcourt  | Jarkko Nieminen        | 6-4, 6-2      | details       |
| 9.                   | 2007-01-13 | ATP Sydney (2)     | hardcourt  | Carlos Moyá            | 6-4, 6-2      | details       |
| 10.                  | 2007-08-25 | ATP New Haven (2)  | hardcourt  | Mardy Fish             | 7-5, 6-4      | details       |
| verloren finales     |            |                    |            |                        |               |               |
| 1.                   | 2002-02-25 | ATP Memphis        | hardcourt  | Andy Roddick           | 4-6, 6-3, 5-7 | details       |
| 2.                   | 2002-07-15 | ATP Newport        | gras       | Taylor Dent            | 1-6, 6-4, 4-6 | details       |
| 3.                   | 2003-08-25 | ATP Long Island    | hardcourt  | Paradorn Srichaphan    | 2-6, 4-6      | details       |
| 4.                   | 2005-08-08 | ATP Washington     | hardcourt  | Andy Roddick           | 5-7, 3-6      | details       |
| 5.                   | 2006-03-20 | ATP Indian Wells   | hardcourt  | Roger Federer          | 5-7, 3-6, 0-6 | details       |
| 6.                   | 2006-06-19 | ATP Londen         | gras       | Lleyton Hewitt         | 4-6, 4-6      | details       |
| 7.                   | 2006-11-20 | Tennis Masters Cup | hardcourt  | Roger Federer          | 0-6, 3-6, 4-6 | details       |
| 8.                   | 2007-02-04 | ATP Delray Beach   | hardcourt  | Xavier Malisse         | 7-5, 4-6, 4-6 | details       |
| 9.                   | 2007-07-22 | ATP Los Angeles    | hardcourt  | Radek Štěpánek         | 6-7, 7-5, 2-6 | details       |
| 10.                  | 2007-08-19 | ATP Cincinnati     | hardcourt  | Roger Federer          | 1-6, 4-6      | details       |
| 11.                  | 2008-02-17 | ATP Delray Beach   | hardcourt  | Kei Nishikori          | 6-3, 1-6, 4-6 | details       |
| 12.                  | 2008-04-20 | ATP Houston        | gravel     | Marcel Granollers      | 4-6, 6-1, 5-7 | details       |
| 13.                  | 2009-05-10 | ATP Estoril        | gravel     | Albert Montañés        | 7-5, 6-7, 0-6 | details       |
| 14.                  | 2009-06-14 | ATP Londen         | gras       | Andy Murray            | 5-7, 4-6      | details       |
| gewonnen challengers |            |                    |            |                        |               |               |
| 1.                   | 2000-09-18 | Houston            | hardcourt  | Michel Kratochvil      | 7-6, 6-7, 6-3 | 7-6, 6-7, 6-3 |
| 2.                   | 2000-11-13 | Rancho Mirage      | hardcourt  | Cecil Mamiit           | 3-6, 6-4, 6-2 | 3-6, 6-4, 6-2 |
| 3.                   | 2001-11-12 | Knoxville          | hardcourt  | Gabriel Trifu          | 6-4, 6-4      | 6-4, 6-4      |
| 4.                   | 2002-01-21 | Waikoloa           | hardcourt  | Martin Verkerk         | 6-2, 6-3      | 6-2, 6-3      |
| 5.                   | 2005-05-02 | Tunica Resorts     | gravel     | Brian Baker            | 6-2, 6-3      | 6-2, 6-3      |
| 6.                   | 2005-05-09 | Forest Hills       | gravel     | Dušan Vemić            | 6-3, 6-4      | 6-3, 6-4      |

### Dubbelspel
| Nr.              | Datum      | Toernooi       | Ondergrond    | Partner       | Tegenstanders in finale           | Score          |         |
| ---------------- | ---------- | -------------- | ------------- | ------------- | --------------------------------- | -------------- | ------- |
| gewonnen finales |            |                |               |               |                                   |                |         |
| 1.               | 2002-08-05 | ATP Cincinnati | hardcourt     | Todd Martin   | Mahesh Bhupathi Maks Mirni        | 7-5, 6-3       | details |
| 2.               | 2003-03-10 | ATP Scottsdale | hardcourt     | Mark Merklein | Mark Philippoussis Lleyton Hewitt | 6-4, 6-7, 7-6  | details |
| 3.               | 2004-02-16 | ATP San José   | hardcourt     | Mardy Fish    | Rick Leach Brian MacPhie          | 6-2, 7-5       | details |
| 4.               | 2004-04-19 | ATP Houston    | gravel        | Mardy Fish    | Rick Leach Brian MacPhie          | 6-3, 6-4       | details |
| 5.               | 2004-04-26 | ATP München    | gravel        | Mark Merklein | Julian Knowle Nenad Zimonjić      | 6-2, 6-4       | details |
| 6.               | 2012-04-15 | ATP Houston    | gravel        | Sam Querrey   | Treat Conrad Huey Dominic Inglot  | 7-6, 6-4       | details |
| 7.               | 2013-03-03 | Delray Beach   | hardcourt     | Jack Sock     | Maks Mirni Horia Tecău            | 6-4, 6-4       | details |
| verloren finales |            |                |               |               |                                   |                |         |
| 1.               | 2006-02-27 | ATP Memphis    | hardcourt     | Mardy Fish    | Chris Haggard Ivo Karlović        | 6-0, 5-7, 5-10 | details |
| 2.               | 2007-10-28 | ATP Bazel      | tapijt (i)    | Mark Knowles  | Bob Bryan Mike Bryan              | 1-6, 1-6       | details |
| 3.               | 2013-02-24 | ATP Memphis    | hardcourt (i) | Jack Sock     | Bob Bryan Mike Bryan              | 1-6, 2-6       | details |

## Resultaten grote toernooien
| Legenda | Legenda                          |
| ------- | -------------------------------- |
| g.t.    | geen toernooi gehouden           |
| l.c.    | lagere categorie                 |
| –       | niet deelgenomen                 |
| G       | uitgeschakeld in de groepsfase   |
| 1R      | uitgeschakeld in de eerste ronde |
| 2R      | uitgeschakeld in de tweede ronde |
| 3R      | uitgeschakeld in de derde ronde  |
| 4R      | uitgeschakeld in de vierde ronde |
| KF      | uitgeschakeld in de kwartfinale  |
| HF      | uitgeschakeld in de halve finale |
| F       | de finale verloren               |
| W       | het toernooi gewonnen            |
| w-v     | winst/verlies-balans             |

### Enkelspel
| Toernooi              | 1999              | 2000              | 2001              | 2002              | 2003              | 2004              | 2005              | 2006              | 2007              | 2008              | 2009   | 2010   | 2011   | 2012   | 2013   | w-v     |
| --------------------- | ----------------- | ----------------- | ----------------- | ----------------- | ----------------- | ----------------- | ----------------- | ----------------- | ----------------- | ----------------- | ------ | ------ | ------ | ------ | ------ | ------- |
| Grandslamtoernooien   |                   |                   |                   |                   |                   |                   |                   |                   |                   |                   |        |        |        |        |        |         |
| Australian Open       | –                 | –                 | –                 | 2R                | 4R                | 4R                | 2R                | 3R                | 4R                | KF                | 4R     | 2R     | –      | –      | –      | 21-9    |
| Roland Garros         | –                 | –                 | –                 | 2R                | 2R                | –                 | 2R                | 3R                | 1R                | 2R                | 1R     | –      | –      | 1R     | 1R     | 6-9     |
| Wimbledon             | –                 | –                 | –                 | 2R                | 2R                | –                 | 1R                | 3R                | 3R                | 2R                | 1R     | 1R     | 1R     | 1R     | 2R     | 8-11    |
| US Open               | 1R                | –                 | 2R                | 3R                | 3R                | –                 | KF                | KF                | 4R                | 3R                | 3R     | 3R     | 2R     | 3R     | 1R     | 25-13   |
| winst-verlies         | 0-1               | 0-0               | 1-1               | 5-4               | 7-4               | 3-1               | 6-4               | 10-4              | 8-4               | 8-4               | 5-4    | 3-3    | 1-2    | 2-3    | 1-3    | 60-42   |
| Tennis Masters Cup    |                   |                   |                   |                   |                   |                   |                   |                   |                   |                   |        |        |        |        |        |         |
| ATP World Tour Finals | –                 | –                 | –                 | –                 | –                 | –                 | –                 | F                 | –                 | –                 | –      | –      | –      | –      | –      | 3-2     |
| ATP Masters 1000      |                   |                   |                   |                   |                   |                   |                   |                   |                   |                   |        |        |        |        |        |         |
| Indian Wells          | –                 | 1R                | –                 | 1R                | KF                | KF                | 3R                | F                 | 3R                | KF                | 3R     | 3R     | 2R     | –      | 2R     | 23-12   |
| Miami                 | –                 | –                 | –                 | 4R                | 3R                | 1R                | 2R                | KF                | 2R                | KF                | 3R     | 2R     | 3R     | 1R     | 3R     | 17-13   |
| Monte Carlo           | –                 | –                 | –                 | 1R                | 2R                | –                 | –                 | –                 | –                 | –                 | –      | –      | –      | –      | –      | 1-2     |
| Rome                  | –                 | –                 | –                 | KF                | 1R                | 1R                | –                 | 1R                | 2R                | KF                | 1R     | –      | –      | –      | –      | 6-7     |
| Hamburg               | –                 | –                 | –                 | 1R                | 1R                | –                 | –                 | 3R                | 3R                | 2R                | n.v.t. | n.v.t. | n.v.t. | n.v.t. | n.v.t. | 3-5     |
| Madrid                | n.v.t.            | n.v.t.            | n.v.t.            | 1R                | 1R                | –                 | –                 | 2R                | 2R                | 2R                | 3R     | –      | –      | –      | –      | 2-6     |
| Montréal/Toronto      | –                 | –                 | –                 | 2R                | 2R                | –                 | –                 | 2R                | 2R                | KF                | –      | –      | –      | –      | –      | 6-4     |
| Cincinnati            | –                 | –                 | 3R                | 2R                | 3R                | –                 | 1R                | 2R                | F                 | 3R                | 1R     | 1R     | 3R     | 2R     | 2R     | 16-12   |
| Shanghai              | Geen Masters 1000 | Geen Masters 1000 | Geen Masters 1000 | Geen Masters 1000 | Geen Masters 1000 | Geen Masters 1000 | Geen Masters 1000 | Geen Masters 1000 | Geen Masters 1000 | Geen Masters 1000 | –      | –      | –      | –      | –      | 0-0     |
| Parijs                | –                 | –                 | –                 | 2R                | 2R                | –                 | 2R                | 3R                | 3R                | HF                | 2R     | –      | –      | –      | –      | 8-7     |
| Statistieken          |                   |                   |                   |                   |                   |                   |                   |                   |                   |                   |        |        |        |        |        |         |
| titels per jaar       | 0                 | 0                 | 0                 | 1                 | 0                 | 0                 | 2                 | 5                 | 2                 | 0                 | 0      | 0      | 0      | 0      | 0      | 10      |
| totaal winst-verlies  | 1-4               | 0-4               | 13-9              | 36-24             | 32-26             | 15-13             | 35-21             | 59-25             | 54-24             | 47-24             | 24-21  | 15-17  | 18-16  | 8-13   | 9-14   | 366-256 |
| eindejaarsranking     | 220               | 212               | 73                | 28                | 37                | 97                | 23                | 4                 | 13                | 10                | 44     | 135    | 59     | 148    | 153    | n.v.t.  |

### Mannendubbelspel
| Toernooi        | 1999 | 2000 | 2001 | 2002 | 2003 | 2004 | 2005 | 2006 | 2007 | 2008 | 2009 | 2010 | 2011 | 2012 | 2013 |
| --------------- | ---- | ---- | ---- | ---- | ---- | ---- | ---- | ---- | ---- | ---- | ---- | ---- | ---- | ---- | ---- |
| Australian Open | –    | –    | –    | 1R   | 3R   | –    | KF   | –    | –    | –    | –    | –    | –    | –    | –    |
| Roland Garros   | –    | –    | –    | 2R   | –    | –    | –    | –    | –    | –    | –    | –    | –    | –    | –    |
| Wimbledon       | –    | 1R   | 1R   | 3R   | –    | –    | –    | –    | –    | –    | HF   | –    | –    | 1R   | KF   |
| US Open         | 1R   | 2R   | 2R   | 1R   | –    | –    | –    | –    | –    | –    | –    | –    | –    | 1R   | 1R   |